# Setantops hemimelas
Setantops hemimelas är en stekelart som beskrevs av Heinrich 1968. Setantops hemimelas ingår i släktet Setantops och familjen brokparasitsteklar. Inga underarter finns listade i Catalogue of Life.